# Jean de la Lune (film, 1949)
Pour les articles homonymes, voir Jean de la Lune.
Pour plus de détails, voir Fiche technique et Distribution.
Jean de la Lune est un film de Marcel Achard réalisé en 1948 et sorti en janvier 1949. Il s'agit d'une adaptation de la pièce de théâtre de Marcel Achard.

## Synopsis
Jeff, surnommé « Jean de la lune » à cause de sa candeur, est fleuriste mais se dit artiste en fleurs. Il tombe amoureux de Marceline, la maîtresse très volage d'un de ses amis, et l'épouse. Ce faisant, il va devoir subir la présence de Clotaire, le frère de Marceline et le complice de toutes ses infidélités. Un jour Marceline s'apprête à quitter son mari à la demande de son dernier amant, mais le remords la gagne en chemin. Jeff, confiant et toujours amoureux, voit sa bien-aimée revenir.

## Fiche technique
- Réalisation : Marcel Achard
- Scénario : Alexandre Astruc et Marcel Achard d'après sa propre pièce
- Producteur : Roger Richebé
- Société de production : Films Roger Richebé
- Musique : Georges Van Parys
- Assistant réalisateur : Alexandre Astruc
- Directeur de la photographie : Michel Kelber
- Montage : Yvonne Martin
- Décors : Raymond Gabutti
- Pays de production : France
- Format : Noir et blanc - Son : Mono
- Genre : Comédie dramatique
- Durée : 94 minutes
- Date de sortie : France : 26 janvier 1949

## Distribution
- Danielle Darrieux : Marceline
- Claude Dauphin : Jeff
- François Périer : Cloclo
- Pierre Dux : Richard
- Jeannette Batti : Mlle Rolande
- Lucienne Granier : Étiennette
- Geneviève Morel : Louise
- Camille Guérini : l'avoué
- Jacques Sernas : Alexandre
- Yves Deniaud : le Passager du train